# Herman Vos (1942-2020)
Hermannus (Herman) Vos (Beilen, 9 april 1942 – Oude Pekela, 7 december 2020) was een Nederlands politicus van de PvdA.
Hij is werkzaam geweest als Hoofd Maatschappelijk Werk van de Stichting Maatschappelijke Dienstverlening Oostelijk Groningen (SMDOG) in Winschoten. Daarnaast was hij actief in de lokale politiek. Zo was hij vanaf 1979 lid van de Provinciale Staten van Groningen en vanaf 1987 was hij daar gedeputeerde. Eind 1992 stapte hij op vanwege een groot financieel tekort bij bejaardentehuizen in de provincie Groningen. In april 1996 werd Vos waarnemend burgemeester van Westerbork wat hij zou blijven tot die gemeente op 1 januari 1998 opging in de nieuwe gemeente Middenveld (thans Midden-Drenthe).